# Chiasmocleis magnova
Chiasmocleis magnova é uma espécie de anuro da família Microhylidae. Endêmica do Peru, é conhecida apenas das redondezas de Iquitos, na região de Loreto.